# Liste von Burgen, Schlössern und Festungen im Département Ardèche
Die Liste von Burgen, Schlössern und Festungen im Département Ardèche listet bestehende und abgegangene Anlagen im Département Ardèche auf. Das Département zählt zur Region Auvergne-Rhône-Alpes in Frankreich.

Wappen des Départements Ardèche (07)
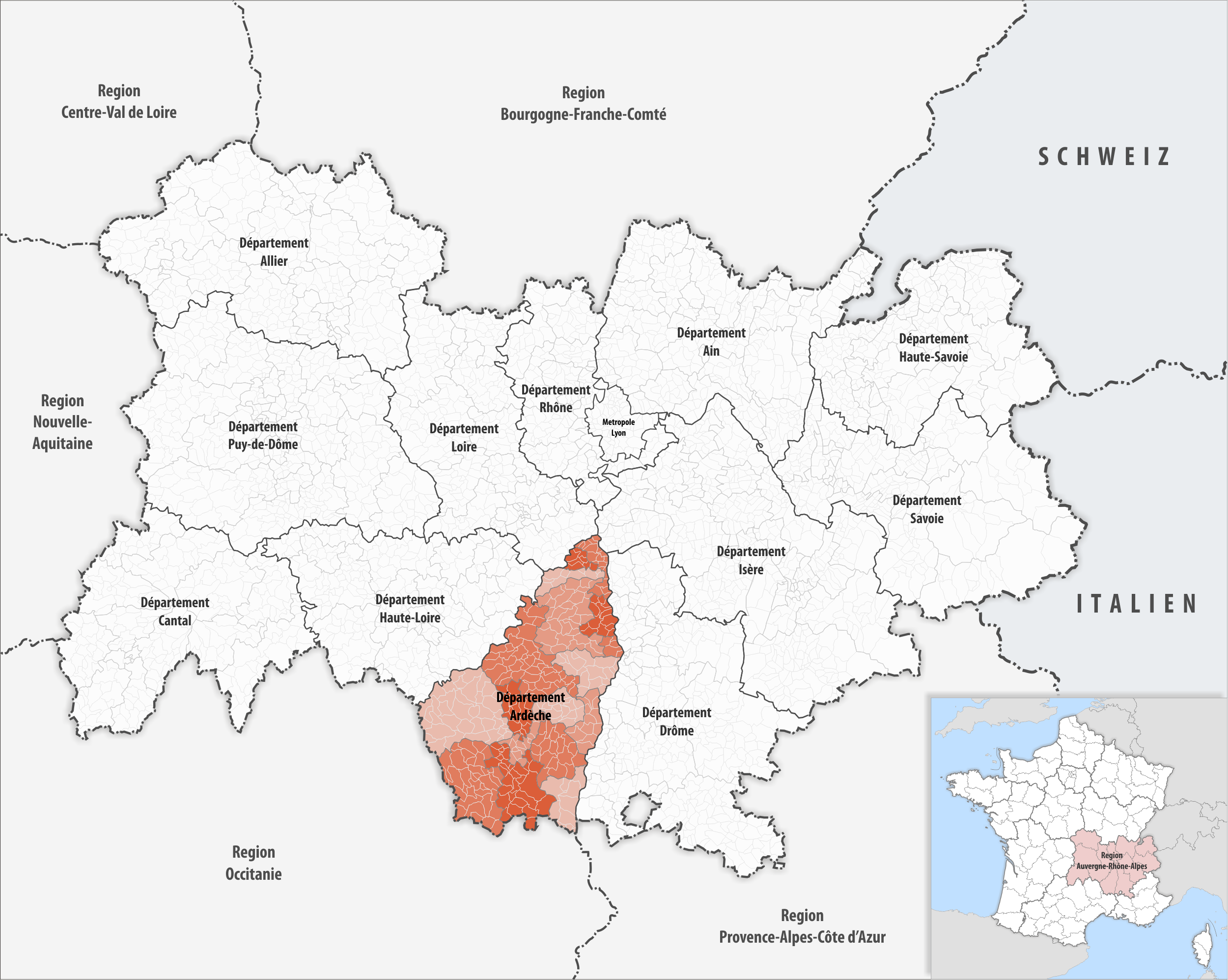
Lage des Départements Ardèche in der Region Auvergne-Rhône-Alpes
Lage der Region Auvergne-Rhône-Alpes in Frankreich

## Liste
Bestand am 16. Oktober 2022: 294
| Name deu / fra                                                                    | Gemeinde / Lage                                   | Typ (Untertyp)       | Bemerkungen                                                                                  | Bild |
| --------------------------------------------------------------------------------- | ------------------------------------------------- | -------------------- | -------------------------------------------------------------------------------------------- | ---- |
| Burg Alba Château d'Alba-la-Romaine                                               | Alba-la-Romaine 44,555344° N, 4,599442° O         | Burg                 | Ruine                                                                                        |      |
| Schloss Aleyrac Château d'Aleyrac                                                 | Saint-Vincent-de-Barrès 44,660745° N, 4,710871° O | Schloss (Herrenhaus) |                                                                                              |      |
| Burg Antoulin Château d'Antoulin                                                  | Champis 44,950133° N, 4,759338° O                 | Burg                 | Abgegangen                                                                                   |      |
| Schloss Anty Château d'Anty                                                       | Roiffieux 45,212708° N, 4,668238° O               | Schloss              |                                                                                              |      |
| Burg Arras-sur-Rhône Château d'Arras-sur-Rhône                                    | Arras-sur-Rhône 45,141512° N, 4,804608° O         | Burg                 | Ruine                                                                                        |      |
| Schloss Aubenas Château d'Aubenas                                                 | Aubenas 44,3715° N, 4,2326° O                     | Schloss              | Ehemalige mittelalterliche Burganlage, mehrfach umgebaut und gut erhalten                    |      |
| Burg Aubignas Château d'Aubignas                                                  | Aubignas 44,588051° N, 4,634009° O                | Burg                 |                                                                                              |      |
| Schloss Baix Château de Baix                                                      | Baix                                              | Schloss              |                                                                                              |      |
| Schloss Balazuc Château de Balazuc                                                | Balazuc 44,3032° N, 4,2222° O                     | Schloss              |                                                                                              |      |
| Burg La Balme de Montbrun Château de la Balme de Montbrun                         | Saint-Gineis-en-Coiron                            | Burg                 | Aufgegebene mittelalterliche Höhlenwohnungen                                                 |      |
| Schloss Banne Château de Banne                                                    | Banne 44,2207° N, 4,0921° O                       | Schloss              | Ruine                                                                                        |      |
| Schloss Les Bardons Château des Bardons                                           | Eclassan                                          | Schloss              |                                                                                              |      |
| Schloss La Bâtie de Crussol Château de La Bâtie de Crussol                        | Champis                                           | Schloss              |                                                                                              |      |
| Burg Bayard Château de Bayard                                                     | Bogy                                              | Burg                 | Teilweise Ruine, war früher ein Festes Haus                                                  |      |
| Schloss Beauchastel Château de Beauchastel                                        | Beauchastel                                       | Schloss              | Ruine                                                                                        |      |
| Burg Beaudiner Château de Beaudiner                                               | Saint-André-en-Vivarais                           | Burg                 | Ruine                                                                                        |      |
| Schloss Beaumarais Château Beaumarais                                             | Roiffieux                                         | Schloss (Herrenhaus) |                                                                                              |      |
| Burg Beaume Château de Beaume                                                     | Saint-André-en-Vivarais 45,105° N, 4,42444° O     | Burg                 |                                                                                              |      |
| Schloss Beaumefort Château de Beaumefort                                          | Saint-Alban-Auriolles 44,2532° N, 4,174° O        | Schloss              |                                                                                              |      |
| Schloss Beauregard Château de Beauregard                                          | Saint-Péray 44,5637° N, 4,5047° O                 | Schloss (Herrenhaus) |                                                                                              |      |
| Schloss Belle Combe Château de Belle Combe                                        | Saint-Jean-de-Muzols                              | Schloss              |                                                                                              |      |
| Schloss Bernaudin Château Bernaudin                                               | Annonay                                           | Schloss (Herrenhaus) |                                                                                              |      |
| Schloss Bernis Château de Bernis                                                  | Saint-Marcel-d’Ardèche                            | Schloss (Palais)     |                                                                                              |      |
| Schloss Berzème Château de Berzème                                                | Berzème 44,3907° N, 4,34° O                       | Burg                 |                                                                                              |      |
| Schloss Bessas Château de Bessas                                                  | Bessas                                            | Schloss              |                                                                                              |      |
| Burg Le Besset Château du Besset                                                  | Saint-Prix                                        | Burg                 |                                                                                              |      |
| Burg Le Besset Château du Besset                                                  | Saint-Romain-de-Lerps                             | Burg                 |                                                                                              |      |
| Schloss Bessin Château de Bessin                                                  | Gilhoc-sur-Ormèze 44,988296° N, 4,679609° O       | Schloss              |                                                                                              |      |
| Schloss Le Bijou Château du Bijou                                                 | Chomérac 44,4137° N, 4,3905° O                    | Schloss              |                                                                                              |      |
| Schloss Blacieux Château de Blacieux                                              | Talencieux                                        | Schloss              |                                                                                              |      |
| Schloss Les Blancs Château des Blancs                                             | Eclassan                                          | Schloss              |                                                                                              |      |
| Schloss Blou Château de Blou                                                      | Thueyts 44,4035° N, 4,1321° O                     | Schloss              |                                                                                              |      |
| Schloss Boffres Château de Boffres                                                | Boffres                                           | Schloss              |                                                                                              |      |
| Schloss Le Bois Château du Bois                                                   | Chomérac                                          | Schloss              |                                                                                              |      |
| Schloss La Borie Château de La Borie                                              | Pradons                                           | Schloss              |                                                                                              |      |
| Schloss Les Boscs Château des Boscs                                               | Gilhoc-sur-Ormèze 44,990129° N, 4,648846° O       | Schloss              |                                                                                              |      |
| Schloss Le Bosquet Château du Bosquet                                             | Saint-Martin-d’Ardèche 44,1755° N, 4,35° O        | Burg                 |                                                                                              |      |
| Schloss Boulogne Château de Boulogne                                              | Saint-Michel-de-Boulogne 44,4124° N, 4,2623° O    | Schloss              | Ruine                                                                                        |      |
| Bischofspalast (Bourg-Saint-Andéol) Palais des évêques de Bourg-Saint-Andéol      | Bourg-Saint-Andéol                                | Schloss (Palais)     |                                                                                              |      |
| Schloss Bournet Château de Bournet                                                | Grospierres                                       | Schloss              |                                                                                              |      |
| Schloss Le Bousquet Château du Bousquet                                           | Saint-Laurent-du-Pape 44,4935° N, 4,4551° O       | Schloss              |                                                                                              |      |
| Schloss Boze Château de Boze                                                      | Bozas                                             | Schloss              |                                                                                              |      |
| Schloss Brénieux Château de Brénieux                                              | Saint-Romain-d’Ay 45,170438° N, 4,691765° O       | Schloss              |                                                                                              |      |
| Schloss Le Bret Château du Bret                                                   | Saint-Péray                                       | Schloss              |                                                                                              |      |
| Schloss Brion Château de Brion                                                    | Jaunac                                            | Schloss              |                                                                                              |      |
| Schloss Brion Château de Brion                                                    | Saint-Laurent-du-Pape                             | Schloss              |                                                                                              |      |
| Schloss Brison Château de Brison                                                  | Sanilhac                                          | Schloss              | Aus dem 18. Jahrhundert, 1943 von den Deutschen niedergebrannt                               |      |
| Turm Brison Tour de Brison                                                        | Sanilhac                                          | Burg (Turm)          |                                                                                              |      |
| Schloss Brogieux Château de Brogieux                                              | Roiffieux 44,1301° N, 4,3849° O                   | Schloss              |                                                                                              |      |
| Burg Le Bruget Château du Bruget                                                  | Jaujac 44,3757° N, 4,1442° O                      | Burg                 |                                                                                              |      |
| Schloss Cachard Château de Cachard                                                | Boffres 44,5626° N, 4,4154° O                     | Schloss              |                                                                                              |      |
| Schloss Carret Château de Carret                                                  | Sarras                                            | Schloss              | Im Weiler Carret                                                                             |      |
| Schloss Castelas Château de Castelas                                              | Saint-André-de-Cruzières                          | Schloss              |                                                                                              |      |
| Schloss Casteljau Château de Casteljau                                            | Berrias-et-Casteljau                              | Schloss              |                                                                                              |      |
| Schloss Castrevieille Château de Castrevieille                                    | Jaujac 44,3812° N, 4,1518° O                      | Schloss              |                                                                                              |      |
| Schloss Les Célestins Château des Célestins                                       | Colombier-le-Cardinal 44,1605° N, 4,4415° O       | Schloss              |                                                                                              |      |
| Schloss Le Cellier Château du Cellier                                             | Saint-Fortunat-sur-Eyrieux                        | Schloss              |                                                                                              |      |
| Schloss Chabriol Château de Chabriol                                              | Marcols-les-Eaux                                  | Schloss              |                                                                                              |      |
| Schloss Chambonas Château de Chambonas                                            | Chambonas 44,2505° N, 4,0743° O                   | Burg                 |                                                                                              |      |
| Schloss Champ-la-Lioure Château de Champ-la-Lioure                                | Chomérac                                          | Schloss              |                                                                                              |      |
| Schloss Les Chanels Château des Chanels                                           | Payzac                                            | Schloss              |                                                                                              |      |
| Turm Chapdenac Tour de Chapdenac                                                  | Barnas                                            | Burg (Turm)          | Ruine                                                                                        |      |
| Burg Chapdenac Château de Chapdenac                                               | Thueyts                                           | Burg                 | Ruine                                                                                        |      |
| Burg Charay Château de Charay                                                     | La Souche 44,3735° N, 4,1216° O                   | Burg                 | Im Weiler Charay steht noch ein Turm der Burg                                                |      |
| Schloss Charbonnel Château de Charbonnel                                          | Vinezac 44,322° N, 4,1931° O                      | Schloss              | Heute ein Hotel                                                                              |      |
| Burg Charmes-sur-Rhône Château de Charmes-sur-Rhône                               | Charmes-sur-Rhône                                 | Burg                 | Ruine                                                                                        |      |
| Schloss Le Charnève Château du Charnève                                           | Saint-Montan                                      | Schloss              |                                                                                              |      |
| Schloss Chassagnes Château de Chassagnes                                          | Les Vans 44,2441° N, 4,1005° O                    | Schloss              |                                                                                              |      |
| Schloss Chastanet Château de Chastanet                                            | Valgorge                                          | Schloss              |                                                                                              |      |
| Burg Le Chastelas Château du Chastelas                                            | Grospierres                                       | Burg                 | Ruine                                                                                        |      |
| Turm Chastelas Donjon de Chastelas                                                | Jaujac                                            | Burg (Donjon)        | Ruine                                                                                        |      |
| Burg Le Chastelas Château Le Chastelas                                            | Saint-Thomé                                       | Burg                 |                                                                                              |      |
| Schloss Les Châtaigners Château Les Châtaigners                                   | Annonay                                           | Schloss (Herrenhaus) |                                                                                              |      |
| Schloss Châteaubourg Château de Châteaubourg                                      | Châteaubourg 44,5951° N, 4,5042° O                | Schloss              |                                                                                              |      |
| Burg Châteauneuf en Boutières Château de Châteauneuf en Boutières                 | Saint-Julien-Boutières                            | Burg                 | Ruine                                                                                        |      |
| Schloss Châteauneuf-de-Vernoux Château de Châteauneuf-de-Vernoux                  | Châteauneuf-de-Vernoux                            | Schloss              |                                                                                              |      |
| Schloss Chaussy Château de Chaussy                                                | Ruoms                                             | Schloss              | Renaissance-Schloss am Ortsrand                                                              |      |
| Schloss Chavagnac Château de Chavagnac                                            | Lemps 45,0846° N, 4,77474° O                      | Schloss              |                                                                                              |      |
| Schloss Chazotte Château de Chazotte                                              | Arlebosc 45,0214° N, 4,3935° O                    | Schloss              |                                                                                              |      |
| Schloss Le Chevalier Château du Chevalier                                         | Saint-Vincent-de-Barrès                           | Schloss              |                                                                                              |      |
| Schloss Cheylus Château de Cheylus                                                | Flaviac                                           | Schloss              |                                                                                              |      |
| Schloss La Cheysserie Château de La Cheysserie                                    | Saint-Sauveur-de-Montagut                         | Schloss              |                                                                                              |      |
| Schloss La Chèze Château de La Chèze                                              | Le Cheylard 44,542° N, 4,2513° O                  | Schloss              |                                                                                              |      |
| Schloss Chirol Château de Chirol                                                  | Saint-Victor                                      | Schloss              |                                                                                              |      |
| Schloss Chomérac Château de Chomérac                                              | Chomérac                                          | Schloss              |                                                                                              |      |
| Schloss Clavières Château de Clavières                                            | Saint-Agrève 45,0166° N, 4,40686° O               | Schloss              |                                                                                              |      |
| Schloss Clément Château Clément                                                   | Vals-les-Bains                                    | Schloss (Herrenhaus) |                                                                                              |      |
| Schloss Collans Château de Collans                                                | Silhac                                            | Schloss              |                                                                                              |      |
| Herrenhaus Le Colombier Manoir du Colombier                                       | Annonay                                           | Schloss (Herrenhaus) |                                                                                              |      |
| Schloss Colombier-le-Vieux Château de Colombier-le-Vieux (Château de Belle Combe) | Colombier-le-Vieux 45,0347° N, 4,4203° O          | Schloss              |                                                                                              |      |
| Schloss Conchis Château de Conchis                                                | Genestelle                                        | Schloss              |                                                                                              |      |
| Schloss Corsas Château de Corsas                                                  | Saint-Victor                                      | Schloss              |                                                                                              |      |
| Festes Haus La Coste Maison forte de La Coste                                     | Villeneuve-de-Berg                                | Burg (Festes Haus)   |                                                                                              |      |
| Schloss Le Côteau Château Le Côteau                                               | Annonay                                           | Schloss              |                                                                                              |      |
| Schloss Craux Château de Craux                                                    | Genestelle 44,424° N, 4,2224° O                   | Schloss              |                                                                                              |      |
| Schloss Crozat Château de Crozat                                                  | Alboussière 44,5604° N, 4,4408° O                 | Schloss              |                                                                                              |      |
| Burg Cruas Château de Cruas (Château des Moines)                                  | Cruas                                             | Burg                 | Ruine                                                                                        |      |
| Burg Crussol Château de Crussol                                                   | Saint-Péray 44,5623° N, 4,5107° O                 | Burg                 | Ruine                                                                                        |      |
| Schloss Déomas Château de Déomas                                                  | Annonay 45,152° N, 4,4025° O                      | Schloss              |                                                                                              |      |
| Schloss Désaignes Château de Désaignes                                            | Désaignes 44,5944° N, 4,3051° O                   | Schloss              |                                                                                              |      |
| Komturei Devesset Commanderie de Devesset                                         | Devesset                                          | Schloss              | Im Jahr 1164 als Komturei des Templerordens gegründet, mehrfach zerstört und wiederaufgebaut |      |
| Schloss Devèze Château de Devèze                                                  | Vernon                                            | Schloss              |                                                                                              |      |
| Schloss Dol Château de Dol                                                        | Gilhoc-sur-Ormèze 44,973008° N, 4,716496° O       | Schloss              |                                                                                              |      |
| Burg Le Don Château du Don                                                        | Marcols-les-Eaux                                  | Burg                 | Ruine                                                                                        |      |
| Burg Durtail Château Durtail                                                      | Saint-Romain-de-Lerps 44,5937° N, 4,4938° O       | Burg                 | Ruine                                                                                        |      |
| Burg Ebbo Château d'Ebbo                                                          | Vallon-Pont-d’Arc                                 | Burg                 | Teilweise Ruine                                                                              |      |
| Schloss Entrevaux Château d'Entrevaux                                             | Saint-Priest 44,4256° N, 4,3329° O                | Schloss              |                                                                                              |      |
| Schloss Fages Château de Fages                                                    | Chazeaux                                          | Schloss              |                                                                                              |      |
| Schloss Le Fau Château du Fau                                                     | Burzet                                            | Schloss              |                                                                                              |      |
| Schloss Faugères Château de Faugères                                              | Faugères                                          | Schloss              |                                                                                              |      |
| Schloss Les Faugs Château des Faugs                                               | Boffres 44,5505° N, 4,4047° O                     | Schloss              |                                                                                              |      |
| Schloss La Faurie Château de la Faurie                                            | Saint-Alban-d’Ay                                  | Schloss              |                                                                                              |      |
| Schloss Fély Château Fély                                                         | Roiffieux                                         | Schloss (Herrenhaus) |                                                                                              |      |
| Schloss Font-Réal Château de Font-Réal                                            | Saint-Jean-Chambre                                | Schloss              |                                                                                              |      |
| Schloss Fontager Château de Fontager                                              | Saint-Romain-d’Ay                                 | Schloss              |                                                                                              |      |
| Schloss Fontblachère Château de Fontblachère                                      | Saint-Lager-Bressac                               | Schloss              |                                                                                              |      |
| Schloss Fort-Mahon Château de Fort-Mahon                                          | Flaviac                                           | Schloss              |                                                                                              |      |
| Schloss Fougerolles Château de Fougerolles                                        | Aizac                                             | Schloss              |                                                                                              |      |
| Schloss Gallimard Château de Gallimard                                            | Burzet                                            | Schloss              |                                                                                              |      |
| Schloss La Garde Château de La Garde                                              | Roiffieux                                         | Schloss (Herrenhaus) |                                                                                              |      |
| Burg Gaud Château de Gaud                                                         | Labastide-de-Virac                                | Burg                 |                                                                                              |      |
| Schloss Gaud Château de Gaud                                                      | Saint-Remèze                                      | Schloss              |                                                                                              |      |
| Schloss Les Genêts Château Les Genêts                                             | Annonay                                           | Schloss (Herrenhaus) |                                                                                              |      |
| Schloss Gerlande Château de Gerlande                                              | Vanosc                                            | Schloss              |                                                                                              |      |
| Burg La Gorce Château de La Gorce                                                 | Lagorce                                           | Burg                 | Ruine                                                                                        |      |
| Schloss Gourdan Château de Gourdan                                                | Saint-Clair 45,1633° N, 4,4158° O                 | Schloss              |                                                                                              |      |
| Schloss des Grafen von Antraigues Château du comte d'Antraigues                   | Labastide-sur-Bésorgues                           | Schloss              |                                                                                              |      |
| Herrenhaus Le Grail Manoir du Grail                                               | Devesset                                          | Schloss (Herrenhaus) |                                                                                              |      |
| Herrenhaus Le Grand Murier Manoir du Grand Murier                                 | Annonay                                           | Schloss (Herrenhaus) |                                                                                              |      |
| Schloss Granoux Château de Granoux                                                | Saint-Lager-Bressac                               | Schloss              |                                                                                              |      |
| Burg Gras Château de Gras                                                         | Gras                                              | Burg                 |                                                                                              |      |
| Schloss Grillou Château de Grillou                                                | Rosières                                          | Schloss              |                                                                                              |      |
| Schloss Griottier Château de Griottier                                            | Saint-Romain-d’Ay 45,168556° N, 4,684879° O       | Schloss              |                                                                                              |      |
| Schloss Grozon Château de Grozon                                                  | Saint-Barthélemy-Grozon                           | Schloss              |                                                                                              |      |
| Schloss Guignebert Château de Guignebert                                          | Saint-Martin-de-Valamas                           | Schloss              |                                                                                              |      |
| Schloss Hauteville Château de Hauteville                                          | Saint-Laurent-du-Pape                             | Schloss              |                                                                                              |      |
| Burg Hautségur Château de Hautségur                                               | Meyras 44,4052° N, 4,1601° O                      | Burg                 |                                                                                              |      |
| Burg Hautvillars Château de Hautvillars                                           | Silhac 44,5136° N, 4,3611° O                      | Burg                 |                                                                                              |      |
| Burg Iserand Château d'Iserand                                                    | Sécheras                                          | Burg                 | Ruine                                                                                        |      |
| Schloss Jalès Château de Jalès                                                    | Berrias-et-Casteljau                              | Schloss              | Templerorder-Kommende                                                                        |      |
| Schloss Japperenard Château de Japperenard                                        | Roiffieux 44,1326° N, 4,3841° O                   | Schloss              |                                                                                              |      |
| Schloss Joannas Château de Joannas                                                | Joannas 44,3352° N, 4,1507° O                     | Burg                 |                                                                                              |      |
| Schloss Joviac Château de Joviac                                                  | Rochemaure 44,3403° N, 4,4114° O                  | Schloss              |                                                                                              |      |
| Schloss Joyeuse Château de Joyeuse                                                | Joyeuse 44,2846° N, 4,1424° O                     | Schloss              |                                                                                              |      |
| Schloss Jullien Château Jullien                                                   | Vinezac 44,3217° N, 4,1931° O                     | Schloss              |                                                                                              |      |
| Schloss Labeaume Château de Labeaume                                              | Labeaume                                          | Schloss              |                                                                                              |      |
| Schloss Lacour de Saint-Agrève Château Lacour                                     | Saint-Agrève 45,0036° N, 4,2511° O                | Schloss              |                                                                                              |      |
| Schloss Lafarge Château de Lafarge                                                | Viviers                                           | Schloss              |                                                                                              |      |
| Festes Haus Lajavelier Maison forte de Lajavelier                                 | Villeneuve-de-Berg                                | Burg (Festes Haus)   |                                                                                              |      |
| Schloss Lamothe Château de Lamothe                                                | Chassiers 44,3256° N, 4,1746° O                   | Burg                 |                                                                                              |      |
| Burg Lanas Château de Lanas                                                       | Lanas                                             | Burg                 | Ruine                                                                                        |      |
| Burg Largentière Château de Largentière                                           | Largentière 44,3306° N, 4,1652° O                 | Burg                 |                                                                                              |      |
| Schloss Larque Château de Larque                                                  | Banne 44,367729° N, 4,171166° O                   | Schloss              |                                                                                              |      |
| Schloss Laurent Château Laurent                                                   | Arcens                                            | Schloss              |                                                                                              |      |
| Schloss Les Lèbres Château des Lèbres                                             | Banne                                             | Schloss (Weingut)    |                                                                                              |      |
| Schloss Lemps Château de Lemps                                                    | Lemps 45,0628° N, 4,455° O                        | Schloss              |                                                                                              |      |
| Schloss Leynier Château Leynier                                                   | Annonay                                           | Schloss (Herrenhaus) |                                                                                              |      |
| Schloss Liviers Château de Liviers                                                | Lyas                                              | Schloss              |                                                                                              |      |
| Schloss Logères Château de Logères                                                | Joannas 44,3414° N, 4,1511° O                     | Schloss              |                                                                                              |      |
| Schloss La Lombardière Château de La Lombardière                                  | Davézieux                                         | Schloss              |                                                                                              |      |
| Schloss Mahun Château de Mahun                                                    | Saint-Symphorien-de-Mahun                         | Schloss              | Ruine                                                                                        |      |
| Schloss Maisonseule Château de Maisonseule                                        | Saint-Basile 44,5703° N, 4,3348° O                | Burg                 |                                                                                              |      |
| Burg Malbosc Château de Malbosc                                                   | Malbosc                                           | Burg                 | Ruine                                                                                        |      |
| Schloss Maleval Château de Maleval                                                | Mars                                              | Schloss              |                                                                                              |      |
| Schloss Malgaray Château de Malgaray                                              | Arlebosc                                          | Schloss              |                                                                                              |      |
| Schloss Manoha Château de Manoha                                                  | Ardoix                                            | Schloss              |                                                                                              |      |
| Schloss Mantelin Château de Mantelin                                              | Saint-Victor                                      | Schloss              |                                                                                              |      |
| Schloss Marc Seguin Château de Marc Seguin                                        | Annonay                                           | Schloss              |                                                                                              |      |
| Schloss Mars Château de Mars                                                      | Boulieu-lès-Annonay                               | Schloss              |                                                                                              |      |
| Burg Le Mas Château du Mas                                                        | Davézieux                                         | Burg                 |                                                                                              |      |
| Schloss Mauras Château de Mauras                                                  | Chomérac                                          | Schloss              |                                                                                              |      |
| Schloss Mayres Château de Mayres                                                  | Mayres                                            | Schloss              | Ruine                                                                                        |      |
| Schloss Maza Château de Maza                                                      | Le Cheylard                                       | Schloss (Villa)      |                                                                                              |      |
| Schloss Le Mein Château du Mein                                                   | Félines                                           | Schloss              |                                                                                              |      |
| Schloss Meyret Château de Meyret                                                  | Toulaud 44,915124° N, 4,842923° O                 | Schloss              |                                                                                              |      |
| Turm Mirabel Tour de Mirabel                                                      | Mirabel 44,3631° N, 4,2956° O                     | Burg (Turm)          | Ruine                                                                                        |      |
| Schloss Mircouly Château de Mircouly                                              | Annonay                                           | Schloss              |                                                                                              |      |
| Schloss Les Moines Château des Moines                                             | Cruas 44,3921° N, 4,4539° O                       | Schloss              | Ruine                                                                                        |      |
| Schloss Monestier Château de Monestier                                            | Monestier                                         | Schloss              |                                                                                              |      |
| Schloss Montagut Château de Montagut                                              | Saint-Sauveur-de-Montagut                         | Schloss              |                                                                                              |      |
| Schloss Montanet Château de Montanet                                              | Peaugres                                          | Schloss              |                                                                                              |      |
| Schloss Montivert Château de Montivert                                            | Saint-André-en-Vivarais 45,0737° N, 4,2341° O     | Schloss              |                                                                                              |      |
| Burg Montréal Château de Montréal                                                 | Montréal 44,3145° N, 4,1734° O                    | Burg (Höhenburg)     | Zum Teil Ruine                                                                               |      |
| Burg Montseveny Château de Montseveny                                             | Prades 44,3806° N, 4,1843° O                      | Burg                 |                                                                                              |      |
| Burg Mordane Château de Mordane                                                   | Saint-Barthélemy-le-Plain                         | Burg                 | Ruine                                                                                        |      |
| Schloss La Motte Château de La Motte                                              | Accons                                            | Schloss              |                                                                                              |      |
| Schloss La Motte Château de La Motte                                              | Vinezac                                           | Schloss              | Ruine                                                                                        |      |
| Schloss Munas Château de Munas                                                    | Saint-Romain-d’Ay 45,172061° N, 4,714112° O       | Schloss              |                                                                                              |      |
| Schloss La Mure Château de La Mure                                                | Peaugres                                          | Schloss              |                                                                                              |      |
| Turm Nicolai Tour Nicolaï                                                         | Bourg-Saint-Andéol                                | Schloss (Turm)       |                                                                                              |      |
| Befestigtes Heiligtum Notre-Dame d’Ay Château de Saint-Romain-d'Ay                | Saint-Romain-d’Ay                                 | Burg                 |                                                                                              |      |
| Herrenhaus Olagne Manoir d'Olagne                                                 | Annonay                                           | Schloss (Herrenhaus) |                                                                                              |      |
| Turm Oriol Tour d'Oriol                                                           | Ardoix                                            | Burg (Turm)          | Ruine                                                                                        |      |
| Burg L’Ourse Château de l'Ourse                                                   | Viviers                                           | Burg                 | Ruine                                                                                        |      |
| Burg Pampelonne Château de Pampelonne                                             | Saint-Martin-sur-Lavezon 44,3757° N, 4,395° O     | Burg                 |                                                                                              |      |
| Schloss Périer Château Périer                                                     | Boffres                                           | Schloss              |                                                                                              |      |
| Schloss Le Perrier Château du Perrier                                             | Châteauneuf-de-Vernoux                            | Schloss              |                                                                                              |      |
| Schloss Peychelard Château de Peychelard                                          | Lamastre 44,5858° N, 4,3446° O                    | Schloss              | Ruine                                                                                        |      |
| Schloss Peyraud Château de Peyraud                                                | Peyraud 45,1818° N, 4,4706° O                     | Burg                 |                                                                                              |      |
| Burg Peyres Château de Peyres                                                     | Burzet                                            | Burg                 | Ruine                                                                                        |      |
| Burg Pierregourde Château de Pierregourde                                         | Gilhac-et-Bruzac 44,5107° N, 4,4428° O            | Burg                 | Ruine                                                                                        |      |
| Schloss Pierregrosse Château de Pierregrosse                                      | Saint-Alban-d’Ay 45,111° N, 4,3835° O             | Burg                 |                                                                                              |      |
| Schloss Le Pin Château du Pin                                                     | Fabras 44,3906° N, 4,1736° O                      | Schloss              |                                                                                              |      |
| Schloss Les Pins Château Les Pins                                                 | Annonay                                           | Schloss (Herrenhaus) |                                                                                              |      |
| Burg La Plagne Château de La Plagne                                               | Saint-Jean-le-Centenier                           | Burg                 | Ruine                                                                                        |      |
| Schloss Le Plantier Château du Plantier                                           | Saint-Alban-d’Ay                                  | Schloss              |                                                                                              |      |
| Burg Pourcheyrolles Château de Pourcheyrolles                                     | Montpezat-sous-Bauzon                             | Burg                 | Ruine                                                                                        |      |
| Schloss Pourrat Château de Pourrat                                                | Davézieux                                         | Schloss              |                                                                                              |      |
| Schloss Pouyol Château de Pouyol                                                  | Saint-Victor                                      | Schloss              |                                                                                              |      |
| Schloss Le Pradel Château du Pradel                                               | Mirabel                                           | Schloss              |                                                                                              |      |
| Schloss Pradelle Château Pradelle                                                 | Bourg-Saint-Andéol                                | Schloss              |                                                                                              |      |
| Schloss Pralong Château de Pralong                                                | Satillieu                                         | Schloss              |                                                                                              |      |
| Schloss Le Praron Château du Praron                                               | Lemps 45,0629° N, 4,4555° O                       | Schloss              |                                                                                              |      |
| Schloss Pras Château de Pras                                                      | Saint-Pierreville                                 | Schloss              |                                                                                              |      |
| Herrenhaus Pré-Prieur Manoir Pré-Prieur                                           | Annonay                                           | Schloss (Herrenhaus) |                                                                                              |      |
| Schloss Les Prés Château des Prés                                                 | Eclassan                                          | Schloss              |                                                                                              |      |
| Schloss Les Prés Château des Prés                                                 | Ozon                                              | Schloss              |                                                                                              |      |
| Schloss Pugnères Château de Pugnères                                              | Joannas                                           | Schloss              |                                                                                              |      |
| Herrenhaus Rebaulon Manoir de Rebaulon                                            | Annonay                                           | Schloss (Herrenhaus) |                                                                                              |      |
| Schloss Retourtour Château de Retourtour                                          | Lamastre 44,5927° N, 4,3353° O                    | Schloss              | Ruine                                                                                        |      |
| Burg Revirand Château de Revirand                                                 | Sarras                                            | Burg                 | Ruine                                                                                        |      |
| Schloss Les Rieux Château des Rieux                                               | Saint-Alban-d’Ay 45,1111° N, 4,3824° O            | Schloss              |                                                                                              |      |
| Schloss La Rivoire Château de la Rivoire                                          | Vanosc 45,1329° N, 4,3344° O                      | Burg                 |                                                                                              |      |
| Burg Rochebloine Château de Rochebloine                                           | Nozières 45,038894° N, 4,51985° O                 | Burg                 | Ruine                                                                                        |      |
| Schloss Rochebonne Château de Rochebonne                                          | Saint-Martin-de-Valamas 44,5646° N, 4,241° O      | Schloss              | Ruine                                                                                        |      |
| Schloss Rochecolombe Château de Rochecolombe                                      | Bourg-Saint-Andéol 44,2357° N, 4,3756° O          | Schloss (Weingut)    |                                                                                              |      |
| Schloss Rochecolombe Château de Rochecolombe                                      | Rochecolombe 44,3105° N, 4,2617° O                | Schloss              | Ruine                                                                                        |      |
| Burg Rochefort Château de Rochefort                                               | Saint-Félicien                                    | Burg                 | Ruine                                                                                        |      |
| Burg Rochemaure Château de Rochemaure                                             | Rochemaure 44,3514° N, 4,4201° O                  | Burg                 | Ruine                                                                                        |      |
| Schloss Rochemure Château de Rochemure                                            | Ailhon                                            | Schloss              |                                                                                              |      |
| Schloss Rochemure Château de Rochemure                                            | Jaujac                                            | Schloss              |                                                                                              |      |
| Schloss Rocher Château de Rocher                                                  | Rocher                                            | Schloss              |                                                                                              |      |
| Schloss Rochessauve Château de Rochessauve                                        | Rochessauve                                       | Schloss              |                                                                                              |      |
| Schloss Les Romaneaux Château des Romaneaux                                       | Arlebosc                                          | Schloss              |                                                                                              |      |
| Schloss Rosières Château de Rosières                                              | Saint-Félicien 45,082922° N, 4,606811° O          | Schloss              |                                                                                              |      |
| Schloss Roubiac Château de Roubiac                                                | Champis                                           | Schloss              |                                                                                              |      |
| Burg Les Roure Château des Roure                                                  | Labastide-de-Virac 44,2103° N, 4,2408° O          | Burg                 |                                                                                              |      |
| Schloss Le Roux Château du Roux                                                   | Marcols-les-Eaux                                  | Schloss              |                                                                                              |      |
| Festes Haus Le Ruissas Maison forte du Ruissas                                    | Colombier-le-Vieux 45,048895° N, 4,690356° O      | Burg (Festes Haus)   |                                                                                              |      |
| Schloss Saint Maurice Château de Saint Maurice                                    | Baix 44,717688° N, 4,748626° O                    | Schloss              |                                                                                              |      |
| Schloss Saint Quentin Château de Saint Quentin                                    | Flaviac                                           | Schloss              |                                                                                              |      |
| Schloss Saint-Alban Château de Saint-Alban                                        | Saint-Julien-en-Saint-Alban                       | Schloss              | Ruine                                                                                        |      |
| Burg Saint-Cirgues-en-Montagne Château de Saint-Cirgues-en-Montagne               | Saint-Cirgues-en-Montagne                         | Burg                 | Ruine                                                                                        |      |
| Schloss Saint-Laurent-sous-Coiron Château de Saint-Laurent-sous-Coiron            | Saint-Laurent-sous-Coiron                         | Schloss              |                                                                                              |      |
| Schloss Saint-Marc Château Saint-Marc                                             | Annonay                                           | Schloss (Herrenhaus) |                                                                                              |      |
| Schloss Saint-Marcel-de-Crussol Château de Saint-Marcel-de-Crussol                | Saint-Georges-les-Bains                           | Schloss              | Ruine                                                                                        |      |
| Burg Saint-Montan Château de Saint-Montan                                         | Saint-Montan 44,2626° N, 4,3725° O                | Burg                 | Ruine                                                                                        |      |
| Burg Saint-Sauveur-de-Cruzières Château de Saint-Sauveur-de-Cruzières             | Saint-Sauveur-de-Cruzières                        | Burg                 | Teilweise Ruine                                                                              |      |
| Schloss Saint-Sylvestre Château de Saint-Sylvestre                                | Saint-Sylvestre                                   | Schloss              |                                                                                              |      |
| Schloss Saint-Thomé Château de Saint-Thomé                                        | Saint-Thomé 44,3004° N, 4,3724° O                 | Burg                 |                                                                                              |      |
| Burg Saint-Vincent-de-Barrès Château de Saint-Vincent-de-Barrès                   | Saint-Vincent-de-Barrès                           | Burg                 | Mittelalterliche Stadtbefestigungen, teilweise erhalten                                      |      |
| Schloss Salavas Château de Salavas                                                | Salavas                                           | Schloss              |                                                                                              |      |
| Schloss Sampzon Château de Sampzon                                                | Sampzon                                           | Schloss              |                                                                                              |      |
| Schloss Sarras Château de Sarras                                                  | Sarras                                            | Schloss              |                                                                                              |      |
| Schloss Satillieu Château de Satillieu                                            | Satillieu 45,0903° N, 4,3949° O                   | Schloss              |                                                                                              |      |
| Schloss La Saumès Château de la Saumès                                            | Lablachère                                        | Schloss              |                                                                                              |      |
| Schloss Les Sauvages Château des Sauvages                                         | Désaignes                                         | Schloss              |                                                                                              |      |
| Schloss Le Scipionniet Château du Scipionniet                                     | Les Vans                                          | Schloss              |                                                                                              |      |
| Schloss La Selve Château de la Selve                                              | Grospierres 44,2341° N, 4,1528° O                 | Schloss (Weingut)    |                                                                                              |      |
| Schloss Semoline Château de Semoline                                              | Prunet                                            | Schloss              |                                                                                              |      |
| Schloss Serray Château de Serray                                                  | Préaux                                            | Schloss              | Ruine                                                                                        |      |
| Schloss Sibleyras Château de Sibleyras                                            | Saint-Pierreville                                 | Schloss              |                                                                                              |      |
| Burg Solignac Château de Solignac                                                 | Gilhoc-sur-Ormèze 44,975528° N, 4,658098° O       | Burg                 | Ruine                                                                                        |      |
| Schloss Soras Château de Soras                                                    | Saint-Cyr                                         | Schloss              |                                                                                              |      |
| Schloss Soubeyran Château de Soubeyran                                            | Saint-Barthélemy-Grozon 44,5723° N, 4,3751° O     | Schloss              |                                                                                              |      |
| Schloss Souchet Château de Souchet                                                | La Voulte-sur-Rhône                               | Schloss              |                                                                                              |      |
| Schloss Suzeux Château de Suzeux                                                  | Plats                                             | Schloss              |                                                                                              |      |
| Schloss Tauriers Château de Tauriers                                              | Tauriers 44,3237° N, 4,1729° O                    | Schloss              |                                                                                              |      |
| Burg Le Teil Château du Teil                                                      | Le Teil                                           | Burg                 | Ruine                                                                                        |      |
| Schloss Thorrenc Château de Thorrenc                                              | Thorrenc 45,1411° N, 4,4542° O                    | Schloss              |                                                                                              |      |
| Schloss La Tour Château de La Tour                                                | Saint-Pierreville                                 | Schloss              |                                                                                              |      |
| Schloss La Tourette Château de La Tourette                                        | Vernoux-en-Vivarais 44,5226° N, 4,3917° O         | Schloss              | Ruine                                                                                        |      |
| Schloss Tournay Château de Tournay                                                | Beauvène                                          | Schloss              |                                                                                              |      |
| Schloss Tournon Château de Tournon                                                | Tournon-sur-Rhône 45,0406° N, 4,4954° O           | Burg                 |                                                                                              |      |
| Herrenhaus La Tune Manoir de la Tune                                              | Annonay                                           | Schloss (Herrenhaus) |                                                                                              |      |
| Burg Ucel Château d'Ucel                                                          | Ucel                                              | Burg                 | Ruine                                                                                        |      |
| Schloss Urbillac Château d'Urbillac                                               | Lamastre                                          | Schloss              |                                                                                              |      |
| Schloss Uzer Château d'Uzer                                                       | Uzer                                              | Schloss              |                                                                                              |      |
| Schloss Vallon-Pont-d’Arc Château de Vallon-Pont-d'Arc                            | Vallon-Pont-d’Arc 44,2425° N, 4,2342° O           | Schloss              |                                                                                              |      |
| Schloss Valoubières Château de Valoubières                                        | Planzolles                                        | Schloss              |                                                                                              |      |
| Schloss Vaneilles Château de Vaneilles                                            | Alissas 44,707097° N, 4,637303° O                 | Schloss              |                                                                                              |      |
| Festes Haus Varagnes Maison forte de Varagnes                                     | Annonay                                           | Burg (Festes Haus)   |                                                                                              |      |
| Schloss Vaussèche Château de Vaussèche                                            | Vernoux-en-Vivarais 44,5421° N, 4,3659° O         | Schloss              |                                                                                              |      |
| Schloss Ventadour Château de Ventadour                                            | Meyras 44,4012° N, 4,1713° O                      | Burg                 |                                                                                              |      |
| Schloss Le Vergier Château du Vergier                                             | Désaignes                                         | Schloss              | Gästezimmer                                                                                  |      |
| Schloss La Vernade Château de la Vernade                                          | Chassiers 44,3259° N, 4,1747° O                   | Schloss              |                                                                                              |      |
| Schloss Versas Château de Versas                                                  | Sanilhac 44,3124° N, 4,1208° O                    | Schloss              |                                                                                              |      |
| Festes Haus Villeneuve-Graillouse Maison forte de Villeneuve-Graillouse           | Lachapelle-Graillouse                             | Burg (Festes Haus)   |                                                                                              |      |
| Burg Vinezac Château de Vinezac                                                   | Vinezac                                           | Burg                 | Ruine                                                                                        |      |
| Schloss Vinsas Château de Vinsas                                                  | Bourg-Saint-Andéol 44,205° N, 4,3252° O           | Schloss (Herrenhaus) |                                                                                              |      |
| Bischofspalast Viviers Palais épiscopal de Viviers                                | Viviers 44,2849° N, 4,4129° O                     | Schloss              | Heute das Rathaus von Viviers                                                                |      |
| Schloss Vocance Château de Vocance                                                | Vocance 45,1212° N, 4,3319° O                     | Burg                 |                                                                                              |      |
| Schloss Vogüé Château de Vogüé                                                    | Vogüé 44,3304° N, 4,245° O                        | Schloss              |                                                                                              |      |
| Schloss La Voulte-sur-Rhône Château de la Voulte-sur-Rhône                        | La Voulte-sur-Rhône 44,4801° N, 4,24648° O        | Schloss              |                                                                                              |      |